# Timodema miracula
Timodema miracula är en insektsart som beskrevs av Ball 1909. Timodema miracula ingår i släktet Timodema och familjen Dictyopharidae. Inga underarter finns listade i Catalogue of Life.